# Der unsterbliche Golowan

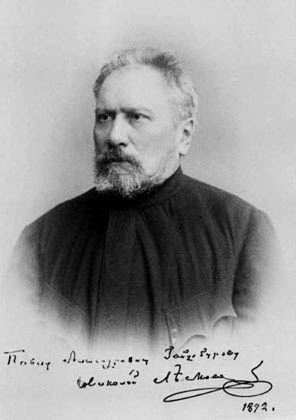
Nikolai Leskow im Jahr 1872

Der unsterbliche Golowan (russisch Несмертельный Голован, Nesmertelny Golowan) ist eine Erzählung des russischen Schriftstellers Nikolai Leskow, die 1880 im Heft 12 der Zeitschrift Historischer Bote erschien.
Golowan ist ein Gerechter. Der Terminus Gerechter meint bei Leskow einen lauteren Russen, der dem Volke im Notfall hilft und dem es deshalb blindlings vertraut.

## Inhalt

### Die Legende von Golowan
Leskow erzählt aus seiner frühen Kindheit in Orjol. Als Nikoluschka (Leskows Kosename) von einem tollwütigen Kettenhund angefallen wird, ist der lächelnde Golowan – ein muskulöser Riese im speckigen Schafspelz – zur Stelle und rettet dem Kleinkind das Leben.
Der vom General Jermolow freigekaufte Bauer Golowan hatte sich am Orjoler Orlik-Steilufer als Landwirt nach und nach selbständig gemacht. Von den Einnahmen aus seiner Milchwirtschaft hatte Golowan erst seine Mutter und dann seine drei älteren Schwestern aus der Leibeigenschaft freigekauft. Der Molokane – wie Golowan in Orjol genannt wurde – hatte noch Pawla, eine sehr fleißige, freundliche Frau, zu sich genommen. Golowan liebte Pawla. Die Leute nannten diese Ehefrau des berüchtigten Zureiters Ferapont Golowans Sünde. Ferapont war aus der berittenen Moskauer Feuerwehr desertiert und hatte seine schüchterne Frau im Stich gelassen.
Golowans Mutter starb. Unsterblich wurde Golowan in Orjol ehrfürchtig genannt, seit er unerschrocken in die Häuser der Pestkranken gegangen war und diese gepflegt hatte, ohne selbst an der Seuche zu erkranken. Die Pest konnte Golowan wirklich nichts anhaben, denn ihn schützte der Bezoarstein, den der Apotheker verloren hatte. Golowan hatte die Pest in Orjol mit einer Opfergabe an den Flussgott gestoppt. Mit einem Sensenblatt hatte er sich die linke Wade abgehauen, sie in den Orlik geworfen und war umgefallen. Golowan hatte überlebt und hüpfte seitdem im Gehen.
Manch andere Wundertat wurde Golowan zugeschrieben. Es war beobachtet worden, wie er – auf einen Stock gestützt – über den Orlik gegangen war. Im Frühsommer hatte er bei Leuten, die einen Brunnen bauen wollten, gehört, wie das Wasser unterirdisch floss.
Wenn mitunter ein Orjoler Kaufmann die Bedürftigen speiste, übernahm gewöhnlich Golowan die Verteilung der Gaben, weil er jeden Einheimischen genauer kannte. Einmal wurde ihm bei solcher Speisung ein Fremder vorgestellt: Fotej, der Geheilte, war von einem Heiligen kuriert worden. Zur Verwunderung der Orjoler dankte Fotej dem Golowan die milden Gaben nicht, sondern schlug ihm ins Gesicht. Golowan nahm das hin.

### Die Wahrheiten der Großmutter
Freilich war Golowan sterblich: Während des großen Brandes in Orjol wollte Golowan beim Löschen helfen, trat in eine von Flugasche bedeckte Abfallgrube und wurde darin „gesotten“.
Als Erwachsener sucht Leskow seine Großmutter nicht lange vor deren Tode in Orjol auf und befragt sie zu Golowan. Die Großmutter war die rechte Adresse, denn das war zu Golowans Lebzeiten in Orjol so gewesen: Mancher Einwohner misstraute dem Gerichtsschreiber und begab sich lieber zu einem Mann seines Vertrauens – Golowan trug vertragliche Angelegenheiten in ein Schreibheft ein. Das ist zwar bei oben erwähntem Großbrand mit verbrannt, aber Golowan habe sich mit Leskows Großmutter des Öfteren über solche aufschreibenswerte Tatsachen beratschlagt. Daneben muss während dieser Besprechungen Golowan der Großmutter auch Persönliches mitgeteilt haben. Somit kann sie die Fragen des Enkels beantworten: Golowan hatte eine Pestbeule an der Wade mit oben angeführter Notoperation entfernt und Fotej, der Geheilte, war kein anderer als der Deserteur Ferapont gewesen. Golowans Sünde sei keine gewesen. Golowans Liebe zu der verheirateten Frau Pawla sei rein platonisch gewesen, eben weil Golowan ein Gerechter gewesen war.

## Rezeption
- Nach Rudolf Marx (1968) ist Golowan „ein schlichter Bauer, der helfend als der einzige von seinen Trieben Freie unter lauter Unfreien, von Not und Aberglauben Gequälten lebt und sich ihnen zum Opfer bringt“.[4]
- Reißner schreibt 1971: „Golowan erkennt nur die Autorität Gottes an und folgt seinem darauf orientierten Gewissen unbedingt. Das Gebot der christlichen Nächstenliebe, der Güte und des Verzeihens nimmt er ernst und verzichtet lieber auf eigenes Glück, als einem anderen Leid zuzufügen.“[5] Dann geht Reißner anschließend auf die Mischform Legende/Novelle ein: Einmal wird die Legende eines Unsterblichen aufgebaut. Dagegen stehen die Erinnerungen an die alte Heimat Leskows (an den Ort der Handlung), über die Wirklichkeit hereingeholt wird.

### Deutschsprachige Ausgaben
- Der unsterbliche Golowan. Deutsch von Ena von Baer. S. 196–260 in Nikolai S. Leskow: Am Ende der Welt und andere Meistererzählungen. 391 Seiten. Dieterich’sche Verlagsbuchhandlung, Leipzig 1968 (2. Aufl.)
- Der unsterbliche Golowan. Aus den Erzählungen von den drei Gerechten. Deutsch von Günter Dalitz. S. 65–123 in Eberhard Reißner (Hrsg.): Nikolai Leskow: Gesammelte Werke in Einzelbänden. Der Gaukler Pamphalon. 616 Seiten. Rütten & Loening, Berlin 1971 (1. Aufl.)
- Der unsterbliche Golowan. Aus dem Russischen übertragen von Günter Dalitz. S. 5–59 in: Nikolai Leskow: Das Schreckgespenst. Erzählungen. Mit Buchschmuck von Heinrich Vogeler. 272 Seiten. Gustav Kiepenheuer Verlag, Leipzig und Weimar 1982 (1. Aufl., Reihe: Die Bücherkiepe)

Verwendete Ausgabe:
- Der unsterbliche Golowan. Deutsch von Günter Dalitz. S. 483–539 in Eberhard Dieckmann (Hrsg.): Nikolai Leskow: Gesammelte Werke in Einzelbänden. 4. Der ungetaufte Pope. Erzählungen. Mit einer Nachbemerkung des Herausgebers. 728 Seiten. Rütten & Loening, Berlin 1984 (1. Aufl.)

### Sekundärliteratur
- Eberhard Reißner (Hrsg.): Nikolai Leskow: Gesammelte Werke in Einzelbänden. Der verzauberte Pilger. 771 Seiten. Rütten & Loening, Berlin 1969 (1. Aufl.)